# جوني راي تورنر
جوني راي تورنر (بالإنجليزية: Johnny Ray Turner)‏ هو سياسي أمريكي، ولد في 19 ديسمبر 1949. حزبياً، نشط في الحزب الديمقراطي.